# Gypsy jazz
Gypsy jazz (Jazz-ul țigănesc) este un gen muzical cunoscut prin melodiile sale ritmice și muzicalitatea dinamică, specifice culturii țigănești. Este bine recunoscut prin perspectiva sa estetică și excentrică asupra vieții. Din punct de vedere cultural, constituie un reper al prosperității, precum și o definiție a trecerii treptate prin diferitele etape ale vieții, în timp ce (în principal) este optimist și exprimând calități maximaliste. 